# Thulla Point
Der Thulla Point ist eine Landspitze an der Westküste von Signy Island im Archipel der Südlichen Orkneyinseln. Sie liegt 1,5 km nordöstlich des Jebsen Point.
Wissenschaftler der britischen Discovery Investigations nahmen 1933 eine grobe Vermessungen vor. Detaillierter erfolgte dies 1947 durch den Falkland Islands Dependencies Survey. Das UK Antarctic Place-Names Committee benannte die Landspitze 1954 nach dem norwegischen Dampfer Thulla, der zwischen 1911 und 1912 in den Gewässern um die Südlichen Orkneyinseln bei der Suche nach geeigneten Ankerplätzen für Fabrikschiffe für den Walfang zum Einsatz kam.